# Qui vive
Ne doit pas être confondu avec Qui-vive !.
Pour plus de détails, voir Fiche technique et Distribution.
Qui vive est un film français de Marianne Tardieu, sorti en 2014.

## Synopsis
Cherif Arezki (Reda Kateb) est vigile dans une grande surface. Il déteste son travail et a des problèmes avec des adolescents qui chôment au supermarché tous les jours. Dans le bus qui le mène à son travail, il rencontre l'institutrice de l'école maternelle, Jenny (Adèle Exarchopoulos). Cette liaison et son futur concours d'infirmier lui donnent l'espoir d'une vie meilleure, mais pendant une soirée avec Jenny, une bagarre se produit entre Cherif et les ados du supermarché. Malgré sa réticence, Cherif accepte d'aider son ami Dedah, à la tête d'une organisation criminelle, à détourner une livraison si celui-ci fait en sorte que les ados le laissent tranquille. 
Le jour de la livraison, les choses tournent mal. Un vigile lance son chien sur Walid, un des jeunes. Celui-ci abat le chien avec une arme que lui a lancée son ami Samba, et tire sur un vigile. Walid est pris à partie et mortellement blessé par un autre vigile. Dans l'enquête, Cherif est soupçonné. Il perd ses amis, puis Jenny à force de l'éviter par honte : sa dernière lueur d'espoir est de passer le concours d'infirmier.
Malgré un entretien un peu mitigé (où on lui reproche notamment de ne pas savoir ce qu'il veut), un scène montre ensuite Cherif félicité par la formatrice et ses camarades apprentis infirmiers, pour son habileté à faire une prise de sang.
Lors de la reconstitution du braquage, Cherif ment et affirme que c'est Walid qui avait sur lui l'arme ayant servi à tirer sur le chien et le vigile. Il innocente ainsi Samba, qui a du mal à dissimuler sa surprise à l'écoute du faux témoignage de Cherif.
Plutôt que d'accabler un jeune qui pourtant l'a bien tourmenté, l'ancien vigile préfère ainsi lui rendre la deuxième chance que la vie lui offre, à lui aussi.

## Fiche technique
- Titre original : Qui vive
- Réalisation : Marianne Tardieu
- Scénario : Nadine Lamari, Marianne Tardieu
- Musique : Sayem
- Photographie : Jordane Chouzenoux
- Montage : Thomas Marchand
- Son : Nicolas Paturle
- Direction artistique : Tiphaine Hervo-Sarrat
- Costumes : Charlotte Lebourgeois
- Accessoiriste : Anthony Gouraud
- Maquillage : Fanny Fallourd
- Producteurs : Christophe Delsaux et Céline Maugis
- Sociétés de production : Õriflãmme Films et La vie est belle
- Directrice de production : Véronique Lamarche
- Pays d'origine :  France
- Durée : 83 minutes
- Dates de sortie :
  -  France :
    - 16 mai 2014 (Festival de Cannes)
    - 12 novembre 2014 (sortie nationale)

## Distribution
- Reda Kateb : Chérif Arezki
- Adèle Exarchopoulos : Jenny
- Rashid Debbouze : Dedah
- Serge Renko : Claude Gilles, le patron de Chérif
- Moussa Mansaly : Abdou
- Guillaume Verdier : Fred
- Akela Sari : Safia, la mère de Chérif
- Alexis Loret : l'enquêteur
- Mohamed Chabane-Chaouche : le père de Chérif
- Yassine Qnia : un garçon de la cité
- Mohamed Mouloudi : Walid
- Samaba Soumaré : Samba
- Hassan N'Dibona
- Samir Zegdouche
- Jean-Philippe Davodeau : l'invité du cocktail

## Production

### Tournage
Le tournage s'est déroulé en grande partie dans l'Ouest de la France et notamment en Bretagne, à Rennes (au parc du Thabor, place Sainte-Anne, rue de Toulouse, au Blosne, à Bréquigny) et en Pays de la Loire au Leclerc de Guérande.

## Distinctions

### Nominations et sélections
- Festival de Cannes 2014 : sélection ACID
- Festival de La Rochelle
- Festival international du film de Karlovy Vary : Variety Critics' Choice : Europe Now ! Ten directors to watch
- Festival Paris Cinéma
- Zurich Film Festival